# مريانا دعبول فاخوري
مريانا دعبول فاخوري أحد أبرز الصحفيات اللبنانيات والشاميات في المهجر وأقدم الصحفيات في المهجر، مؤسسة ورئيسة تحرير «مجلة المراحل» المهجرية ذائعة الصيت والواسعة الانتشار من البرازيل، كمنافستها مجلة «الشرق» لموسى كريّم. تعتبر من نساء قائمة أدباء المهجر اللبنانيين.
ولدت السيدة مريانا دعبول عام 1901 في «كبّا» بقضاء «البترون» في لبنان. هاجرت إلى البرازيل وتعمقت في مجال الصحافة والإعلام.

## أعمال وتأسيسات
أنتجت مريانا فاخوري في مجال الصحافة عدة مقالات صحفية تنم عن أسلوب تعبيري وتحليلي مهني يحتدى في مجال الكتابة الصحافية والإعلام، علاوة على مجال الإدارة والتسيير في رئاسة وتأسيس أشهر مجلة مهجرية في البرازيل التي عملت على تطويرها كمنتوج إعلامي صحفي ثقافي مهجري.